# Diaphania interpositalis
Diaphania interpositalis is een vlinder uit de familie van de grasmotten (Crambidae), uit de onderfamilie van de Spilomelinae. De wetenschappelijke naam van deze soort is voor het eerst voorgesteld als Glyphodes interpositalis door George Francis Hampson in een publicatie uit 1912. De voorvleugellengte van het mannetje varieert van 11 tot 11,5 millimeter en van het vrouwtje van 9 tot 11 millimeter. De spanwijdte bedraagt 30 millimeter.
De soort komt voor in Brazilië.